# Нкетия, Квабена Джозеф
Джозеф Хансон Квабена Нкетия (англ. Joseph Hanson Kwabena Nketia; 22 июня 1921, Мамапонг, Золотой Берег — 13 марта 2019) — ганский учёный, африканист, музыковед
, фольклорист, композитор, педагог, заслуженный профессор. Член Академии наук и искусств Ганы.
Считается ведущим музыковедом Африки, при жизни его называли «живой легендой» и «одним из самых известных авторитетов в области африканской музыки».

## Биография
Представитель народа Фанти. Окончил Пресвитерианский педагогический колледж в Акропонге.
Затем обучался в Биркбеке, Институте восточных и африканских исследований при Лондонском университете (1944—1949), консерватории музыки и танца Тринити Лабан (Лондон).
В 1958 году, получив стипендию Фонда Рокфеллера отправился в США, где поступил в Колумбийский университет, ученик Генри Коуэлла. Продолжил учёбу в Джульярдской школе и Северо-Западном университете.
С 1963 года читал лекции в качестве профессора в Университете Ганы, с 1965 года —директор Института африканских исследований при этом университете, с 1968 года — профессор университета Южной Калифорнии (Лос-Анджелес). Был профессором музыки в Университете Питтсбурга, читал лекции во многих престижных университетах по всему миру, включая Гарвардский университет , Стэнфордский университет, Университет Мичигана , Лондонский городской университет , Квинслендский университет, Университет Канзаса , Лоуренс и Музыкальная консерватория Китая в Пекине.
Руководил Международным центром африканской музыки и танца (ICAMD).
Член Международного совета народной музыки, Почётный член Международного музыкального совета, консультант ЮНЕСКО по проблемам африканской музыки.

## Научная деятельность
Основные сферы научной деятельности — фольклор, музыка, языки западно-африканских народов.
Автор трудов по африканскому музыкальному фольклору и истории музыки, а также ряда музыкальных произведений, в том числе «Африканской сюиты» для струнного оркестра, пьес для различных инструментов, песен. Издал более 200 публикаций и 80 музыкальных композиций.
Труды Нкетия положили начало изучению африканцами музыкальной культуры Африки.

## Избранные музыкальные сочинения
- Adanse Kronkron
- Morbid Asem
- Monna N’Ase
- Monkafo No.
- Yaanom Montie
- Onipa Dasani Nni Aye
- Onipa Beyee Bi
- Yiadom Heneba
- Mekae Na Woantie
- Maforo Pata Hunu
- Obarima Nifahene
- Asuo Meresen
- Builsa Work Song (1960)
- Dagarti Work Song (1961)
- At the Cross Roads (1961)
- Owora (1961)
- Volta Fantasy (1961)
- Contemplation (1961)

## Избранные публикации
- 1963 — African Music in Ghana. Northwestern University Press
- 1974 — The Music of Africa. W. W. Norton. ISBN 0-393-02177-7. ISBN 978-0-393-02177-6.
- 1978 — Amoma (in Twi), Ghana Publishing Corporation, 49pp.
- 2004 — African Art Music/The Creative Potential of African Art Music in Ghana. Companion booklet to ICAMD CD recordings (ICAMD — DMVI — ICAMD — DMV4). Accra: Afram Publications (Ghana) Ltd.
- 2005 — Ethnomusicology and African Music — Collected papers, Volume One: Modes of Inquiry and Interpretation. Accra: Afram publications. ISBN 9964-70-400-3.
- 2016 — Reinstating traditional music in contemporary contexts : reminiscences of a nonagenarian’s lifelong encounters with the musical traditions of Africa. Akropong-Akuapem, Ghana: Regnum Africa Publications.

## Память
- В Гане создан музыкальный фонд Нкетия.